# منطقة فراي ناخون
منطقة فراي ناخون (بالإنجليزية: Phra Nakhon District)‏ هي منطقة من مناطق بانكوك. يبلغ عدد سكانها 56684 نسمة وذلك حسب إحصائيات سنة 2013. تبلغ مساحتها 5.536 كم².

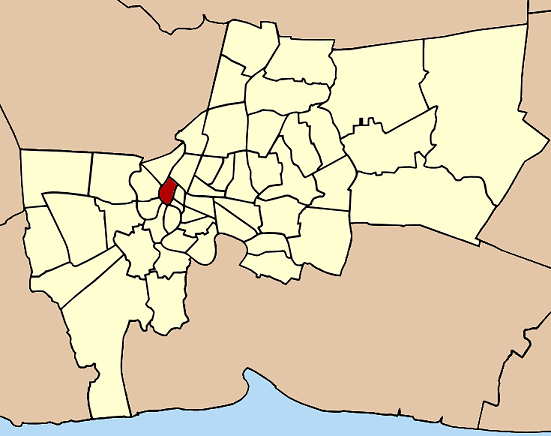
الموقع في بانكوك